# Schadendorf (Gemeinde Wieselburg-Land)
Schadendorf ist eine Ortschaft und eine Katastralgemeinde der Gemeinde Wieselburg-Land im Bezirk Scheibbs in Niederösterreich.

## Geschichte
Laut Adressbuch von Österreich waren im Jahr 1938 in Schadendorf ein Gastwirt und ein Landwirt ansässig.

## Siedlungsentwicklung
Zum Jahreswechsel 1979/1980 befanden sich in der Katastralgemeinde Schadendorf insgesamt 95 Bauflächen mit 27.688 m² und 78 Gärten auf 184.991 m², 1989/1990 gab es 95 Bauflächen. 1999/2000 war die Zahl der Bauflächen auf 128 angewachsen und 2009/2010 bestanden 162 Gebäude auf 274 Bauflächen.

## Bodennutzung
Die Katastralgemeinde ist landwirtschaftlich geprägt. 305 Hektar wurden zum Jahreswechsel 1979/1980 landwirtschaftlich genutzt und 112 Hektar waren forstwirtschaftlich geführte Waldflächen. 1999/2000 wurde auf 319 Hektar Landwirtschaft betrieben und 111 Hektar waren als forstwirtschaftlich genutzte Flächen ausgewiesen. Ende 2018 waren 302 Hektar als landwirtschaftliche Flächen genutzt und Forstwirtschaft wurde auf 120 Hektar betrieben. Die durchschnittliche Bodenklimazahl von Schadendorf beträgt 48,8 (Stand 2010).